# ヴィヴァーチェ (ポルノグラフィティの曲)
「ヴィヴァーチェ」（イタリア語: Vivace）は、ポルノグラフィティの楽曲。2024年10月30日にSME Recordsより54作目のシングルとして配信リリースされた。

## 概要
2024年9月8日にメジャーデビュー25周年を迎えてから初リリースとなる作品。シングル作品としては前作『解放区』から約7か月ぶり、配信限定シングルとしては『アビが鳴く』から約2年半ぶりのリリースとなる。
本作のリリースを記念して、ポルノグラフィティ公式TikTokでは「Fan Spotlight」を用いたキャンペーンが11月1日より開始された。

## 収録曲
| #  | タイトル           | 作詞     | 作曲     | 編曲                      | 時間 |
| -- | ------------------ | -------- | -------- | ------------------------- | ---- |
| 1. | 「ヴィヴァーチェ」 | 岡野昭仁 | 新藤晴一 | 宗本康兵, Porno Graffitti | 3:48 |

## 楽曲解説
1. ヴィヴァーチェ
カナデビア企業ブランドCMイメージソング
  - 『カナデビアなら知っている』篇（2024年10月1日-）[3]
  - 『カナデビアなら知っている 脱炭素化』篇（2025年6月1日-）[4]

  - 2024年10月1日より商号を変更した「カナデビア株式会社（旧日立造船）」の企業ブランドCMイメージソングとして書き下ろされた楽曲[3][5][6]
  - CMソングのオファーはメンバーの出身地である広島県因島に同社工場があるという縁によるもの[3][7]。作詞を手掛けた岡野は自身の公式Xにて「カナデビア（旧日立造船）さんは因島にも縁深いということで、気持ち込めて歌詞を書かせて貰いました[8]」とコメントしており、詞には「見えない枠、窮屈な考えから飛び出して、自分らしさを自分自身で手に入れる、この曲がそんなきっかけになってほしい」という想いを込めているほか[9][10][11]、新社名の由来である「奏でる[注釈 1]」というワードが登場する。
  - ヴィヴァーチェ（イタリア語: Vivace）は「いきいきとした」「活気に満ちた」といった意味を持ち、音楽でば速度記号として用いられる。
  - 作詞：岡野昭仁、作曲：新藤晴一によるシングル表題曲は「Montage」以来、2曲目となる。また、共同編曲を元サポートメンバーの宗本康兵が手掛けており、宗本がシングル表題曲の編曲を手掛けるのは「東京デスティニー」「ワン・ウーマン・ショー 〜甘い幻〜」に次ぐ3曲目となる。
  - 2024年9月に開催された『因島・横浜ロマンスポルノ'24 〜解放区〜』ではリリース未定の新曲として先行披露されており[13]、リリックビデオおよびミュージックビデオには同ライヴの写真や映像が多数用いられている。

## Guest Musicians
1. ヴィヴァーチェ
  - Drums: 玉田豊夢
  - Bass: 須藤優
  - Strings: 室屋光一郎ストリングス
  - Apf: 宗本康兵
  - Programming & All Other Instruments: 宗本康兵